# Witold Szewczyk
Witold Szewczyk (ur. 14 maja 1944 w Warszawie, zm. 6 stycznia 2025) – polski siatkarz, czterokrotny mistrz Polski w barwach Resovii.

## Życiorys
Był zawodnikiem MDK Warszawa, Warszawianki i w latach 1968-1975 Resovii. Z tym ostatnim klubem zdobył cztery tytuły mistrza Polski (1971, 1972, 1974, 1975), jeden tytuł wicemistrzowski (1973) i jeden brązowy medal mistrzostw Polski seniorów (1970). W 1975 wygrał z Resovią rozgrywki o Puchar Polski. Ponadto w 1973 zajął z zespołem 2. miejsce w rozgrywkach o Puchar Europy Mistrzów Klubowych, a w 1974 Puchar Zdobywców Pucharów.